# Secret Base (kimi ga kureta mono)
A Secret Base (kimi ga kureta mono) (secret base～君がくれたもの～) a Zone japán együttes harmadik kislemeze a Z című bemutatkozó albumukról. A dalok szövegét Macsida Norihiko és a Zone írta, míg a zenéjüket Macsida Norihiko és Mori Kaori szerezte.
A korong a második helyen mutatkozott be az Oricon slágerlistáján, összesen harminc hétig volt fenn rajta. A kislemezből összesen 744 000 példány kelt el, ezzel az együttes legsikeresebb, míg a 2001-es év huszonegyedik  legsikeresebb kislemeze lett Japánban.
A dalt a Kids War 3 című dorama főcímdalaként hallhatta először a közönség. Az együttes a 2001-es és a 2003-as Kóhaku uta gasszen rendezvényen is elénekelte a számot, valamint a 2005. április 1-jén a Nippon Budókan arénában tartott búcsúkoncertjükön is ezzel köszöntek el a rajongóktól.
A dalszövegben tett ígéretüket teljesítvén; miszerint „higgy benne, hogy tíz év múlva találkozhatunk augusztusban” 2011. augusztus 14-én és 15-én felléptek az Akaszaka Blitz koncertteremben, igaz Szaito Mizuho dobos nélkül.
A dal klipjét Szunai Josijuki rendezte, szorosan követi a szám dalszövegét. Egy iskolás szerelmes párt mutat be. A fiúnak egy másik iskolába kell átiratkoznia, viszont a lány soha nem tudta kimondani az iránta érzett szerelmét. Csitoszéban, a Chitose Sougo Kankō Bus egyik járatán forgatták.

## Számlista
| 1. | Secret Base (kimi ga kureta mono) (secret base～君がくれたもの～)                  | Macsida Norihiko | Macsida Norihiko | 4:56 |
| 2. | Sin boku va Magma (新・僕はマグマ)                                                 | Zone             | Mori Kaori       | 3:27 |
| 3. | Secret Base (kimi ga kureta mono) (Backing Tracks) (secret base～君がくれたもの～) | –                | Macsida Norihiko | 4:56 |
| 4. | Sin boku va Magma (Backing Tracks) (新・僕はマグマ)                                | –                | Mori Kaori       | 3:24 |

## Feldolgozások
| Előadó                                                                               | Album                                      | Megjelenés          | Megjegyzések                                                                           |
| ------------------------------------------------------------------------------------ | ------------------------------------------ | ------------------- | -------------------------------------------------------------------------------------- |
| Karen Mok                                                                            | [i]                                        | 2002. április 19.   |                                                                                        |
| Takahasi Csiaki és Imai Aszami                                                       | The Idolmaster Radio Top × Top!            | 2007. május 30.     |                                                                                        |
| Friends                                                                              | Niszemono                                  | 2008. november 5.   | A Kjó no go no ni című animesorozat első zárófőcím dala                                |
| Mikura Kana                                                                          | Futari uta                                 | 2009. január 14.    |                                                                                        |
| Love                                                                                 | First Love (Love Letter) kislemez          | 2009. augusztus 26. |                                                                                        |
| Scandal                                                                              | R-Girl’s Rock!                             | 2010. november 17.  | A dal már 2010. április 21-én megjelent digitális kislemez formájában                  |
| Honma Meiko (Kajano Ai) Andzsó Naruko (Tomacu Haruka) Curumi Csiriko (Hajami Szaori) | Secret Base (kimi ga kureta mono) kislemez | 2011. április 27.   |                                                                                        |
| Inoue Kazuhiko                                                                       | Iyashion                                   | 2012. február 14.   |                                                                                        |
| Customi Z                                                                            | Hare hare jukai kislemez                   | 2012. október 24.   |                                                                                        |
| Kikkava Jú                                                                           | Vocalist?                                  | 2012. november 7.   |                                                                                        |
| Szakura Maja                                                                         | Karaoke Queen Szakura Maja to utao         | 2012. december 5.   |                                                                                        |
| May J.                                                                               | Summer Ballad Covers                       | 2013. június 19.    |                                                                                        |
| Diana Garnett                                                                        | Cover Girl                                 | 2013. november 27.  |                                                                                        |
| Fukuhara Kaori és a RAB                                                              | Uretai!                                    | 2014. február 19.   |                                                                                        |
| Flower                                                                               | Hanadokei                                  | 2015. március 4.    |                                                                                        |
| Silent Siren                                                                         | Hacsigacu no joru kislemez                 | 2015. augusztus 5.  | Az Ano hi mita hana no namae vo bokutacsi va mada siranai című doramasorozat főcímdala |